# ヴィクトル・ハラッパ
ビクトル・ハラッパ（Viktor Khryapa）ことヴィクトル・ウラジーミロヴィチ・ハラッパ（英語: Viktor Vladimirovich Khryapa,ロシア語: Виктор Владимирович Хряпа、1982年8月3日 - ）は、ロシアの元プロバスケットボール選手。ソビエト連邦ウクライナ,キエフ出身。ポジションはスモールフォワード、パワーフォワード。206cm、107kg。日本語表記では「ビクトール・ハリャパ」などの表記がある。